# ساكي شيفوت
ساكي شيفوت (بالإنجليزية: Sackey Shivute) (مواليد 10 أكتوبر 1965) هو ملاكم ناميبي، مثّل بلاده في الألعاب الأولمبية الصيفية 1996.

## روابط خارجية
ساكي شيفوت على موقع بوكس ريك (الإنجليزية) (registration required)
- ساكي شيفوت على موقع أوليمبيديا (الإنجليزية)
- ساكي شيفوت على موقع اتحاد ألعاب الكومنولث (مؤرشف) (الإنجليزية)